# Claude Bernard (auteur)
Pour les articles homonymes, voir Bernard et Claude Bernard (homonymie).
Claude Bernard (né le 6 mars 1935 à Saint-Martin-des-Tilleuls, Vendée) est un auteur de chants pour la liturgie catholique et ancien infirmier de secteur psychiatrique français.
Certains de ses textes figurent parmi les plus chantés en paroisse, selon une liste établie par La Procure.
Il a été président de l'ACCREL de 1992 à 1996, et coprésident de l'association « Femmes et Hommes en Église » qui promeut la place des femmes dans l'Église catholique romaine. Il est également actif dans les groupes Jonas, qui défendent des changements dans l'Église dans le sens de ceux initiés lors de Vatican II, parfois à contre-courant de la position officielle de Rome.

## Œuvres
Il est l'auteur ou co-auteur des paroles de plus de mille cinq cents chants liturgiques en français, tels que :
- avec Jean-Marie Vincent :
  - Aux jours de la promesse (E 28-45) ;
- avec Jo Akepsimas :
  - Corps du Seigneur, Saint le très-haut (Messe de l'Alliance, AL 220) ;
  - Signes par milliers (K 226) ;
  - Souffle imprévisible (K 28-44) ;
  - Sur les routes de l’Alliance (G 321) ;
  - Tournés vers l’avenir (K 238) ;
- avec Noël Colombier :
  - Prépare en ton désert (E 263) ;
  - Viens faire un peuple rassemblé (K 199).